# 1932년 하계 올림픽 스페인 선수단

스페인은 1932년 7월 30일부터 8월 14일까지 미국 로스앤젤레스에서 열린 제10회 하계 올림픽에 참가했다.

## 종목별 성적
참가 종목: 요트, 사격, 예술